# Építő Dávid Kutaiszi nemzetközi repülőtér

A repülőtér logója

Az Építő Dávid Kutaiszi nemzetközi repülőtér (IATA: KUT, ICAO: UGKO) Grúzia három nemzetközi repülőterének egyike (a Tbiliszi repülőtér és a Batumi repülőtér mellett). Grúzia harmadik legnagyobb városától és Imereti régió központjától, Kutaiszitől 14 km-re nyugatra fekszik. A repülőtér Építő Dávid grúz király nevét viseli. Üzemeltetője a Grúzia Egyesült Repülőterei nevű, állami tulajdonú cég.

## Története
A repülőteret 2012. szeptember 27-én nyitották meg újra, miután 2011 novemberében felújítás céljából bezárták; a megnyitón részt vett Miheil Szaakasvili grúz elnök, Orbán Viktor, valamint Váradi József, a Wizz Air vezérigazgatója.
A repülőtér üzembe helyezésére való felkészüléshez és a személyzet kiképzéséhez a francia Vinci Airports nevű céget kérték fel. A repülőtéren egy vámmentes bolt és két kávézó üzemel.
A repülőteret a Georgian Bus által üzemeltetett, menetrend szerinti marsrutkák kötik össze Kutaiszivel, Tbiliszivel és Batumival minden egyes repülőjárat érkezése után. A terminál a Kutaiszi és Batumi közti főút mellett áll.
A kutaiszi repülőtér elsődlegesen diszkont légitársaságokat szándékozik magához vonzani. Az utasszám már röviddel a repülőtér 2012-es újranyitása után jelentős növekedést mutatott, főként a Wizz Airnek köszönhetően, amely lengyel és ukrán repülőterekkel kötötte össze a várost. A Wizz Air 2016 februárjában bázist nyitott a repülőtéren.

## Légitársaságok és úti célok
| Légitársaság                   | Célállomások |
| ------------------------------ | --- |
| S7 Airlines                    | Szezonális: Moszkva-Domogyedovo |
| SCAT Airlines                  | Aktau |
| Service Air                    | Mesztia, Natakhtari |
| Ukraine International Airlines | Harkiv, Kijev-Boriszpil Szezonális: Ogyessza |
| Ural Airlines                  | Moszkva-Domogyedovo, Szentpétervár |
| Wizz Air                       | Berlin-Schönefeld, Budapest, Dortmund, Larnaca, London-Luton, Memmingen, Milánó-Malpensa, Thesszaloniki, Vilnius, Varsó-Chopin Szezonális: Katowice, Kaunas |

## Forgalom
Az utasforgalom az elmúlt években az alábbi módon változott:
| Utasok száma | 7446 | 4527 | 187 939 | 218 003 | 182 954 | 405 173 | 617 373 | 873 616 | 282 514 | 796 063 |
|              | 2010 | 2011 | 2013    | 2014    | 2015    | 2017    | 2018    | 2019    | 2021    | 2022    |

## Balesetek
- 1963. augusztus 24-én az Aeroflot Avia 14P gépe, úton a szintén grúziai Szuhumi repülőtér felé, hegynek ütközött Kutaiszitől 32 km-re. Az ötfős személyzet és a huszonhét utas – köztük három potyautas – életét vesztette. A katasztrófát az időjárás miatti rossz látásviszonyok okozták, melyek fennállása esetén nem lett volna szabad VFR repülést megkísérelni; a torony nem értesítette a személyzetet az időjárási körülményekről. Az akkori Grúzia legtöbb halálos áldozatot követelő légikatasztrófája; jelenleg a hatodik legnagyobb légikatasztrófa az ország történelmében.[17]
- 1973. október 13-án az Aeroflot Tupoljev Tu–104B repülőgépe, mely a kutaiszi repülőtérről indult, rövidzárlat okozta műszaki hiba miatt lezuhant, miközben megközelítette a moszkvai Domogyedovo repülőteret. A nyolcfős személyzet és a 122 utas életét vesztette. Ez a Tupoljev 104 géptípus legtöbb áldozattal járó katasztrófája.[18]
- 1990. október 11-én az Aeroflot Jakovlev Jak–40 repülőgépe, amely a szintén grúz Poti repülőtérre indult, hegynek ütközött Kutaiszitől 47 km-re a rossz időjárási viszonyok miatt és mert egy közeli reptérre érkező gép miatt nem engedték magasabbra szállni. A négyfős személyzet és a tíz utas életét vesztette.[19]

## Fordítás
- Ez a szócikk részben vagy egészben  a   David the Builder Kutaisi International Airport című angol Wikipédia-szócikk ezen változatának fordításán alapul.  Az eredeti cikk szerkesztőit annak laptörténete sorolja fel. Ez a jelzés csupán a megfogalmazás eredetét és a szerzői jogokat jelzi, nem szolgál a cikkben szereplő információk forrásmegjelöléseként.